# Resident Evil: Extinction
Resident Evil: Extinction is een SF-horrorfilm uit 2007 onder regie van Russell Mulcahy. De film is gebaseerd op de Resident Evil-games van Capcom. Aan de film gaan volgende films vooraf: Resident Evil (2002) en Resident Evil: Apocalypse (2004). De film kent de volgende opvolger: Resident Evil: Afterlife (2010). In 2008 werd een animatiefilm toegevoegd aan de Resident Evil-reeks: Resident Evil: Degeneration. In 2012 volgde nog een animatiefilm: Resident Evil: Damnation, in 2017 volgde Resident Evil: Vendetta en in 2023 volgde Resident Evil: Death Island.

## Verhaal
Vijf jaar geleden heeft het T-virus Raccoon City van de kaart geveegd en zich over de wereld verspreid, waarbij niet alleen mensen veranderden in zombies, maar ook gehele continenten in woestijnen veranderden. Alice zwerft rond in het woestijngebied dat het westelijke deel van de Verenigde Staten bedekt en stuit op een bende criminelen – Ma, Eddie, Runty, Piggy, Pock Mark en Evan – die mensen met een valse noodoproep naar zich toe lokken. De criminelen misleiden Alice met een baby, Eddie voelt zijn poging tot aanranding gewroken met een dodelijke trap tegen zijn gezicht en de ongenode gaste wordt als voer achtergelaten voor een horde zombiehonden. Alice maakt korte metten met haar gezelschap en vindt bij een verlaten tankstation een dagboek met een gedetailleerde route naar Alaska, een geïsoleerde staat die – volgens de schrijver – nog virusvrij is.
Dr. Isaacs, in dienst van de Umbrella Corporation, wil middels "Project Alice" de krachten van zijn proefpersoon reproduceren door het vervaardigen van klonen, maar geen enkele kopie overleeft de haar opgelegde taken. Isaacs overtuigt Albert Wesker, voorzitter van de Umbrella Corporation, en andere bestuursleden dat hij het oorspronkelijke "Project Alice" nodig heeft om het juiste bloed te verkrijgen en een algehele remedie voor het T-virus te vinden, waarna het heropeisen van hun experiment de hoogste prioriteit krijgt. Met een nieuw serum uit Alice' bloed wil Isaacs zombies domesticeren, maar de verbeterde zombies verruilen hun aanvankelijk verhoogde intelligentie, verbeterde geheugen en zachtere gevoelens voor meer kracht, meer snelheid en meer zondigheid. Isaacs gebruikt het resultaat om in het geheim een leger superzombies te creëren, waarbij hij Wesker's orders volkomen wegwuift.
Onder leiding van Claire Redfield rijden Carlos Olivera en L.J., voortdurend op zoek naar voorraden, met overlevenden door het puin van de Amerikaanse westkust. Het konvooi ziet zijn omvang onverwijld verkleinen, maar Claire, Carlos en L.J. stellen alles in het werk voor hun toegewijde volgers onder wie K-Mart, Betty, Chase, Mikey en Otto. Bij het uitkammen van een motel wordt L.J. gebeten door een zombie, maar hij zwijgt over zijn verwondingen. In de ochtend wordt het reisgezelschap aangevallen door tal van besmette kraaien, waardoor Betty, Otto en anderen omkomen. Alice verschijnt om een vuurzee, veroorzaakt door een op hol geslagen vlammenwerper, met haar telekinetische vermogens te sturen en zo de kolonie kraaien in brand te steken. Alice maakt kennis met de overlevenden en oude bekenden, geeft het dagboek aan Claire en overtuigt het konvooi om, via Las Vegas voor de benodigde voorraden, koers te zetten naar Alaska.
Via satelliet ontvangt Isaacs een 62%-bevestiging van de exacte locatie van Alice, maar Wesker geeft enkel toestemming voor het vangen van haar bij een 100%-bevestiging van Alice' locatie. Na het opnemen van Weskers betoog vervormt Isaacs zijn stem om van Alexander Slater, tweede-in-commando, permissie te krijgen om Alice in te rekenen, De wetenschapper zet een groep superzombies in om zijn missie te volbrengen. In Las Vegas verliest het konvooi na een harde strijd met de superieure ondoden, met Alice als nieuwe leidster, het gros van zijn volgelingen. L.J. geeft zich gewonnen aan het T-virus en bijt Carlos, maar wordt door zijn slachtoffer gedood. Enkele zombies sleuren Mikey mee om hem te verslinden, terwijl andere zombies de sluipschutter Chase in de replica van de Eiffeltoren belagen en hem van de toren afgooien. Isaacs wil via satelliet controle over Alice krijgen, maar zijn doelwit overwint het computernetwerk van de Umbrella Corporation en ontdekt dat haar opponent zich op het dak van een nabijgelegen gebouw bevindt. Alice schakelt Isaacs handlangers uit, maar Isaacs vlucht en wordt gebeten door een zombie terwijl hij de helikopter instapt. Alice en K-Mart dringen het gebouw van de Umbrella Corporation binnen en traceren op Isaacs computer het vliegtraject van het hefschroefvliegtuig en de locatie van het bedrijf dat verantwoordelijk is voor het beschadigen van de aarde.
Isaacs wil zichzelf ondergronds redden door het injecteren van steeds meer antivirus, maar vertoont steeds meer tekenen van mutatie. Wesker geeft Slater, zijn directe ondergeschikte, het bevel hun muitende wetenschapper op te ruimen, maar Isaacs, kennelijk resistent tegen het geschut, doodt Slater en enkele wachten met zijn kersverse tentakels. De monsterlijke mutant vernietigt iedereen op de basis in Las Vegas , maar de White Queen – de holografische representatie van de zuster van de Red Queen in Raccoon City – sluit de maniak op in de lagere niveaus van het complex. Het konvooi bereikt de faciliteit, maar stelt vast dat het terrein wordt omringd door duizenden ondoden. Carlos ziet zich kansloos voor genezing en offert zich op door met de gastank een weg te ploegen voor zijn konvooigenoten en met dynamiet de horde op te blazen. Claire, K-Mart en de overige overlevenden vertrekken per helikopter naar Alaska, terwijl Alice achterblijft om wraak te nemen op haar kwelgeesten van de Umbrella Corporation.
In het laboratorium verklaart de White Queen Alice dat haar bloed de werkelijke genezing is voor het biologische gevaar, waarvoor ze zich naar de lagere niveaus van de faciliteit moet begeven. Alice vindt een kloon van zichzelf. Isaacs, verworden tot Tyrant – een supersoldaat uit handen van de Umbrella Corporation – valt zijn ongewenste bezoekster aan, raakt gewond door een messteek, en vlucht weg uit haar directe domein om zijn wonden even later te zien helen. Alice' kloon ontwaakt, schijnbaar stervend in haar armen, waarna zich een harde, telekinetische strijd ontketent in een replica van de lasercorridor in Raccoon City. Isaacs is zeker van zijn waarde voor de toekomst, maar zijn eigen creatie delft het onderspit tegen de vrouwelijke creatie die hij tegenover zich heeft. Een laser in ruitvorm snijdt de wetenschapper in tientallen gelijke stukken, terwijl Alice aan het lasermes ontsnapt door het tijdig handelen van haar kloon.
In Tokio informeert Wesker zijn bestuursleden dat het contact met Las Vegas is verloren en de experimenten vanuit de hypermoderne vestiging in Japan worden voortgezet. Met behulp van de holografische technologie van de Umbrella Corporation voegt Alice zich bij de vergadering om de aanwezigen te vertellen dat ze met enkele vriendinnen zal langskomen.

## Rolverdeling
- Milla Jovovich - Alice
- Ali Larter - Claire Redfield
- Oded Fehr - Carlos Olivera
- Mike Epps - Lloyd Jefferson "L.J." Wade
- Spencer Locke - K-Mart
- Ashanti - Betty
- Linden Ashby - Chase
- Christopher Egan - Mikey
- Joe Hursley - Otto
- Iain Glen - Dr. Isaacs
- Matthew Marsden - Alexander Slater
- Jason O'Mara - Albert Wesker
- Madeline Carroll - White Queen
- Valorie Hubbard - Ma
- Rusty Joiner - Eddie
- Ramón Franco - Runty
- Shane Woodson - Piggy
- Geoff Meed - Pock Mark
- Gary A. Hecker - Tyrant Vocal (stem)
- Brian Steele - Rancid / Tyrant

## Filmmuziek
- 1. Charlie Clouser - Main Title
- 2. Shadows Fall - Stupid Crazy
- 3. Flyleaf vs. The Legion of Doom - I'm So Sick (remix)
- 4. Emigrate - My World
- 5. Bayside - Duality (remix)
- 6. Charlie Clouser - Losing
- 7. Aiden vs. The Legion of Doom - One Love (remix)
- 8. Fightstar - Deathcar
- 9. Throwdown - I, Suicide
- 10. Collide - White Rabbit (remix)
- 11. Chimaira - Paralyzed
- 12. Charlie Clouser - Laser Tunnel
- 13. The Bled - Asleep On The Frontlines (remix)
- 14. City Sleeps - Catch Me
- 15. Searchlight - Contagious
- 16. Emanuel - Scenotaph (remix)
- 17. It Dies Today - Sixth Of June
- 18. The Well - Wrecking Itself Taking You With Me Poison
- 19. Charlie Clouser - Convoy